# Paiwarria venulius
Paiwarria venulius is een vlinder uit de familie van de Lycaenidae. De wetenschappelijke naam van de soort is voor het eerst geldig gepubliceerd in 1782 door Cramer.